# Lijst van Nederlandse erevelden buiten Nederland
Deze pagina bevat een lijst van Nederlandse erevelden buiten Nederland.

## Europa

### Duitsland
- Ereveld Bremen[1]
- Ereveld Düsseldorf[1]
- Ereveld Frankfurt[1]
- Ereveld Hamburg[1]
- Ereveld Hannover[1]
- Ereveld Lübeck[1]
- Ereveld Osnabrück[1]

### Engeland
- Ereveld Mill Hill[1]

### Frankrijk
- Ereveld Orry-la-Ville[1]

### Noorwegen
- Ereveld Oslo[1]

### Oostenrijk
- Ereveld Salzburg[1]

## Verre Oosten

### Indonesië
- Ereveld Ancol, Jakarta[1]
- Ereveld Ambon, Ambon
- Ereveld Candi, Semarang[1]
- Ereveld Kalibanteng, Semarang[1]
- Ereveld Kembang Kuning, Soerabaja[1]
- Ereveld Leuwigajah, Cimahi[1]
- Ereveld Menteng Pulo, Jakarta[1]
- Ereveld Pandu, Bandung[1]

### Birma en Thailand
- Erebegraafplaats Chungkai
- Erebegraafplaats Kanchanaburi
- Erebegraafplaats Thanbyuzayat

## Amerika

### Verenigde Staten
- Begraafplaats Cedar Lawn, Jackson (Mississippi) (voor een gedeelte)[bron?]